# Maria Tipo
Maria Tipo (23. prosince 1931 Neapol – 10. února 2025 Florencie) byla italská koncertní klavíristka.
Studovala u své matky Ersilie Cavallové a dále byli jejími učiteli Alfredo Casella a Guido Agosti. V sedmnácti letech vyhrála klavírní soutěž v Ženevě a od té doby se věnovala koncertní a nahrávací činnosti. Ceněny jsou zejména její nahrávky děl barokních a raně klasických skladatelů (Johann Sebastian Bach, Domenico Scarlatti a Muzio Clementi).
Maria Tipo zemřela 10. února 2025 ve věku 93 let.